# ヴォーンステ
ヴォーンステ (ドイツ語: Wohnste) は、ドイツ連邦共和国ニーダーザクセン州のローテンブルク（ヴュンメ）郡に属す町村（以下、本項では便宜上「町」と記述する）で、ザムトゲマインデ・ジッテンゼンを構成する自治体の一つである。この町はグロース・ヴォーンステとクライン・ヴォーンステの2つの集落からなる。ヴォーンステ町内では、私的にも、場合によっては公的な場でも低地ドイツ語が優先される。

## 地理
自治体としてのヴォーンステは、クライン・ヴォーンステとグロース・ヴォーンステの2つの塊村と、それに属する農耕地からなる。クライン・ヴォーンステの東部をランメ川という小川が流れている。この川は、南に向かいフィーアデンに属すラムスハウゼン集落を通り、ジッテンゼンでエルベ川の支流であるオステ川に注ぐ。
ザムトゲマインデ・ジッテンゼンの最も北に位置する町であるヴォーンステは三方をシュターデ郡に囲まれている。北西はアーレンシュテット、北東から東はザウエンジークと境を接する。1932年までヴォーンステはツェーフェン郡に属していたが、この年からブレーマーフェルデ郡の所属となり、1977年8月1日に現在のローテンブルク（ヴュンメ）郡の所属となった。地形上は、ツェーフェナー・ゲーストの下位領域であるハーゼフェルダー・ゲーストに属す。ゲーストとは氷河時代に形成された氷河谷に砂と粘土が堆積したもの（氷礫土）で、高低差の少ない緩やかな丘陵上の地形を呈する。ヴォーンステは主に農業の町であるが、小売店や大規模店舗もある。

## 歴史
文献上最初の記録は1258年で、「Wodensete」と記述されている。この文書は、当時のフェルデン司教ヘルマン・シュッケの十分の一税に関する記録である。また、1263年の別のフェルデン司教の文書には「Wodensethe」という名での記載がある。14世紀からは「Wodenstede」という名前が使われた。前半分の「Wod-」はヴォーダンに由来するものであると推測されるが、これは議論の余地がある。これはこの町が先史時代にゲルマンの神にちなんで命名されていたことを意味している。ヴォーダンはランゴバルト族の最高神であった。この部族はこの村の北部あるいは東部に住んでおり、この集落もその支配地域であった可能性を、この名前は示している。
ランゴバルト族は西暦150年から南へ去り、北イタリアに定住した。空いた土地に侵入したザクセン人は、オステ川やその支流を渡り、孤立していた定住した。当時の入植の中心地は出土品の研究により、クライン・メッケルゼンとジッテンゼンの間であったと考えられている。ここから、フィーアデンやイッペンゼンの集落が中世初期に形成されていったと推測される。耕作地の広さや形状からするとヴォーンステは古い集落であると考えられる。歴史書の上では1258年にはすでにこの村が存在したとしか言えないが、800年以前にランゴバルト族あるいはザクセン人がこの村を造ったと推定される。
ヴォーンステは、歴史書以前の時代には、フェルデンを首邑とするシュトゥルミガウに属した。ザクセン人がフランク人に征服された814年以後、キリスト教が布教され、教区への編入が行われた。ヴォーンステは当時ジッテンゼン教区に属した。しかし現存する文献には、少なくともクライン・ヴォーンステは中世盛期にホレンシュテット教区に属していたことが記録されている。この記述がある最も古い文献は1390年5月3日のものである。15世紀にはジッテンゼン教区に定着する。

## 行政
ヴォーンステの町議会は9議席からなる。

## 文化と見所

### スポーツ
ヴォーンステにはスポーツクラブ MTVヴォーンステがある。このクラブは1913年に創設された。現在は2面のグラウンドと1987年に増築された体育館を有している。創設期には体操と陸上競技だけであったが、現在では7つの部門を有している。バドミントン、サッカー、Prellball、スケート、卓球、体操、民族舞踊である。

## 経済と社会資本

### 交通
この町はジッテンゼンの北約8kmに位置している。グロース・ヴォーンステとクライン・ヴォーンステとの間は郡道K131号線が東西に結んでおり、東側で州道L130号線に接続する。グロース・ヴォーンステには、この他に郡道K121号線が通っており、南東でやはりL130号線に接続する。この州道経由でアウトバーンA1号線のジッテンゼン・インターチェンジに行くことができる。
K121号線には自転車道が併設されており、ジッテンゼンまで行くことができる。グロース・ヴォーンステとクライン・ヴォーンステの間にも自転車道がある。

## 引用
1. ↑  Landesamt für Statistik Niedersachsen, LSN-Online Regionaldatenbank, Tabelle A100001G: Fortschreibung des Bevölkerungsstandes, Stand 31. Dezember 2023
2. ↑  クラブのウェブサイト